# Fall Creek (Wisconsin)
Fall Creek es una villa ubicada en el condado de Eau Claire en el estado estadounidense de Wisconsin. En el Censo de 2010 tenía una población de 1315 habitantes y una densidad poblacional de 242,93 personas por km².

## Geografía
Fall Creek se encuentra ubicada en las coordenadas 44°45′55″N 91°16′49″O / 44.76528, -91.28028. Según la Oficina del Censo de los Estados Unidos, Fall Creek tiene una superficie total de 5.41 km², de la cual 5.35 km² corresponden a tierra firme y (1.1%) 0.06 km² es agua.

## Demografía
Según el censo de 2010, había 1315 personas residiendo en Fall Creek. La densidad de población era de 242,93 hab./km². De los 1315 habitantes, Fall Creek estaba compuesto por el 97.87% blancos, el 0.08% eran afroamericanos, el 0.53% eran amerindios, el 0.76% eran asiáticos, el 0% eran isleños del Pacífico, el 0.08% eran de otras razas y el 0.68% pertenecían a dos o más razas. Del total de la población el 0.23% eran hispanos o latinos de cualquier raza.